# Nom
El nom és la designació o denominació verbal (les denominacions no verbals les estudien la iconologia i la iconografia) que se li dona a una persona, animal, objecte, o concepte tangible o intangible, concret o abstracte, per distingir-lo d'altres. Com a signe, en general és estudiat per la semiòtica, i com signe a un entorn social, per la semiologia. Al nom ľhi acompanya ľadjectiu

## Estudi dels noms
Des d'un punt de vista gramatical, més exactament morfosintàctic, els noms són denominats substantius. Des d'un punt de vista lèxic els noms són classificats com lèxies, unitats fraseològiques o títols. Mentre que la semàntica s'ocupa de veure com els noms es divideixen en camps semàntics.
Els noms poden venir encunyats ja per la tradició o ser creats per descriure una nova realitat. En aquest segon cas, són escollits per la seva brevetat i estranyesa, a fi que la identificació de la persona, objecte o concepte sigui fàcil, ràpida i clara. Amb freqüència, això no és possible, així que es recorre a procediments d'abreviació com el clipping, sigla o acrònim, o es recorre a una paraula estrangera més o menys adaptada, l'anomenat manlleu lèxic.
L'onomàstica investiga els noms propis, els seus significats i el seu origen històric i l'etimologia el seu origen i causa. Una disciplina més general, la simbologia, amb les seves disciplines associades la iconologia i la iconografia, estudia les denominacions no verbals.

### Noms científics
Les diverses disciplines científiques necessiten catalogar les realitats que van descobrint i, per fer-ho, necessiten una taxonomia clara que les proveeixi d'una nomenclatura o escala onomàstica per classificar en un ordre regular de més general a més concret les denominacions comunes. Aquestes denominacions hi tenen alguna cosa a veure amb les similituds o dissimilituds existents entre les entitats catalogades i per fer-ho la ciència ha d'adoptar uns criteris fixos i objectius de denominació. El primer intent reeixit en aquest sentit el va realitzar la biologia, amb la nomenclatura binomial de Carl von Linné.
Els animals i plantes són coneguts per un nom comú, el qual pot variar segons la llengua, la cultura, la geografia, etc. Tanmateix, per evitar errades, els científics identifiquen cada espècie amb el seu nom en llatí, és a dir, amb un nom científic.

### El nom en filosofia
Els filòsofs antics van considerar que els conceptes i, per tant, la seva expressió lingüística els noms comuns, representaven adequadament la realitat comuna, i consideraven els conceptes des del punt de vista de la universalitat com a comprensió de lo real. Avui dia no s'accepta aquesta capacitat representativa dels conceptes que es consideren una «interpretació subjectiva i cultural» de la realitat de les coses i la seva relació amb els objectes reals merament extensional o de pertinença a una classe, com simple explicació del coneixement real. Aquest problema de les denominacions o dels problemes dels universals va donar lloc en la filosofia escolàstica medieval a dos corrents, la dels realistes i la dels nominalistes.

### Designació
Designar és el que fa el nen petit quan encara no domina el llenguatge i assenyala amb el dit el que vol: «això». Més tard aprenen a designar coses més complexes, com ara els sentiments, els desigs i les accions, però fonamentalment a través de l'aprenentatge de les paraules, abans de convertir-les en concepte.
Un nen aprèn abans el seu propi nom, que és com li designen els altres, que el concepte de jo. Per això és freqüent que es designi a ell mateix amb el seu nom propi, perquè és així com se sent designat o anomenat. Si no tinguéssim noms comuns i llengües composicionals, hauríem de donar a cada objecte i situació un nom, el que faria molt difícil la comunicació objectiva i complexa tal com la tenim els éssers humans.
Per això es reserva el nom propi per a la designació d'aquells objectes que tenen especial rellevància en el nostre món, començant pels noms de les persones, que constitueixen l'element més significatiu dels noms propis, els antropònims que es tracten a continuació; alguns animals també posseeixen signes equivalents als noms propis, com els dofins.
Els noms propis s'apliquen també a animals o objectes que tenen una significació especial bé sigui simbòlica o real, nostres animals de companyia, objectes d'una certa rellevància com la caseta a la serra; o bé objectes que són únics, una obra d'art, un club, etc. Tenen rellevància els noms propis referits a la nacionalitat, ideologia, religió, etc., perquè adquireixen un elevat paper simbòlic-sentimental.
A l'època actual són d'especial significat els noms de les empreses, perquè és el que les fa úniques i diferents de qualsevol altra que pugui competir en la mateixa activitat. Tant és així que el nom registrat, al costat del logotip, pot arribar a ésser un valor important als actius d'una empresa. De vegades el nom propi es confon o es converteix o fa les funcions de marca, sent aleshores incorporat a un valor de mercat.
Per si mateixos, els noms propis no tenen significat només fa esment, ja que, per definició, tenen una única referència possible. Però donat l'efecte social que tenen els noms, i la dificultat, ja assenyalada abans, d'haver d'individualitzar la designació, ja des de fa molt de temps els noms s'hi posaven de manera que reflectís alguna qualitat. Una manera especial d'anomenar les persones és el renom, el malnom, l'àlies o el pseudònim.

### Onomàstica
L'onomàstica s'ocupa dels noms propis, bàsicament el seu context històric i el seu origen etimològic. L'onomàstica és de fet una disciplina auxiliar de la història i en aquest context s'acostuma a dividir en:
- Antroponímia que inclou l'estudi dels noms de pila i els cognoms, que, si són nobles, són estudiats per l'heràldica.
- Toponímia que inclou l'estudi dels noms de regions, ciutats, hidronímics i d'altres topònims especials.

L'onomàstica en general, i més específicament l'antroponímia o estudi dels noms propis de persona, i toponímia que es refereix als noms propis de lloc, és una branca de la lexicologia que estudia els noms propis amb els seus orígens i significat, fent servir per fer-ho mètodes comuns a la lingüística, i també recerques històriques i antropològiques.

## Noms propis i comuns
La funció principal dels noms és realitzar la funció comunicativa de designar o indicar un referent. Des d'aquest punt de vista els noms es poden classificar en: 
- Els noms propis tenen com a referent un únic element, i manquen de significat lingüístic, ja que es comporten com meres etiquetes que representen un objecte o entitat única.
- Els noms comuns (substantius) designen un conjunt d'elements. Així les paraules 'arbre', 'casa' o 'gos' designen objectes que són classificats com a arbres, cases o gossos. La referència d'un substantiu es determina a partir del significat lingüístic del mencionat nom.

L'estudi dels noms comuns incumbeig en general a la gramàtica i a la semàntica, que s'encarreguen de determinar les seves propietats combinatòries sintàctiques, de significat lingüístic com la seva estructura interna o morfològica.
Pel que fa als noms propis, encara que no tenen significat lingüístic, històricament poden derivar de paraules lèxiques o termes que, en si mateix, si van tenir significat lingüístic. L'estudi de l'origen històric dels noms propis és competència de l'onomàstica, que es divideixen principalment en l'antroponímia o estudi de noms de persones i en la toponímia o estudi de noms de llocs.

## Noms tècnics
| Nom de...                 | Nom tècnic      |
| ------------------------- | --------------- |
| Persona                   | Antropònim      |
| Lloc                      | Topònim         |
| Qualsevol massa d'aigua   | Hidrònim        |
| Grup ètnic                | Etnònim         |
| Resident d'una localitat  | Gentilici       |
| Nom fals o artístic       | Àlies Pseudònim |
| Autor amb nom fals        | Pseudònim       |
| Nom derivat d'una persona | Epònim          |